# Kouhei Suzuki
Kouhei Suzuki (sinh ngày 21 tháng 7 năm 1992) là một vận động viên quần vợt xe lăn người Nhật Bản.

## Sự nghiệp
Suzuki có thứ hạng đánh đơn cao nhất là vị trí số 12 vào ngày 28 tháng 5 năm 2018 và đánh đôi là vị trí số 15 vào ngày 16 tháng 4 năm 2018. Hiện tại, anh đang đứng thứ 13 ở đơn và thứ 15 ở đôi vào ngày 18 tháng 6 năm 2018.